# Hôpital Boucicaut

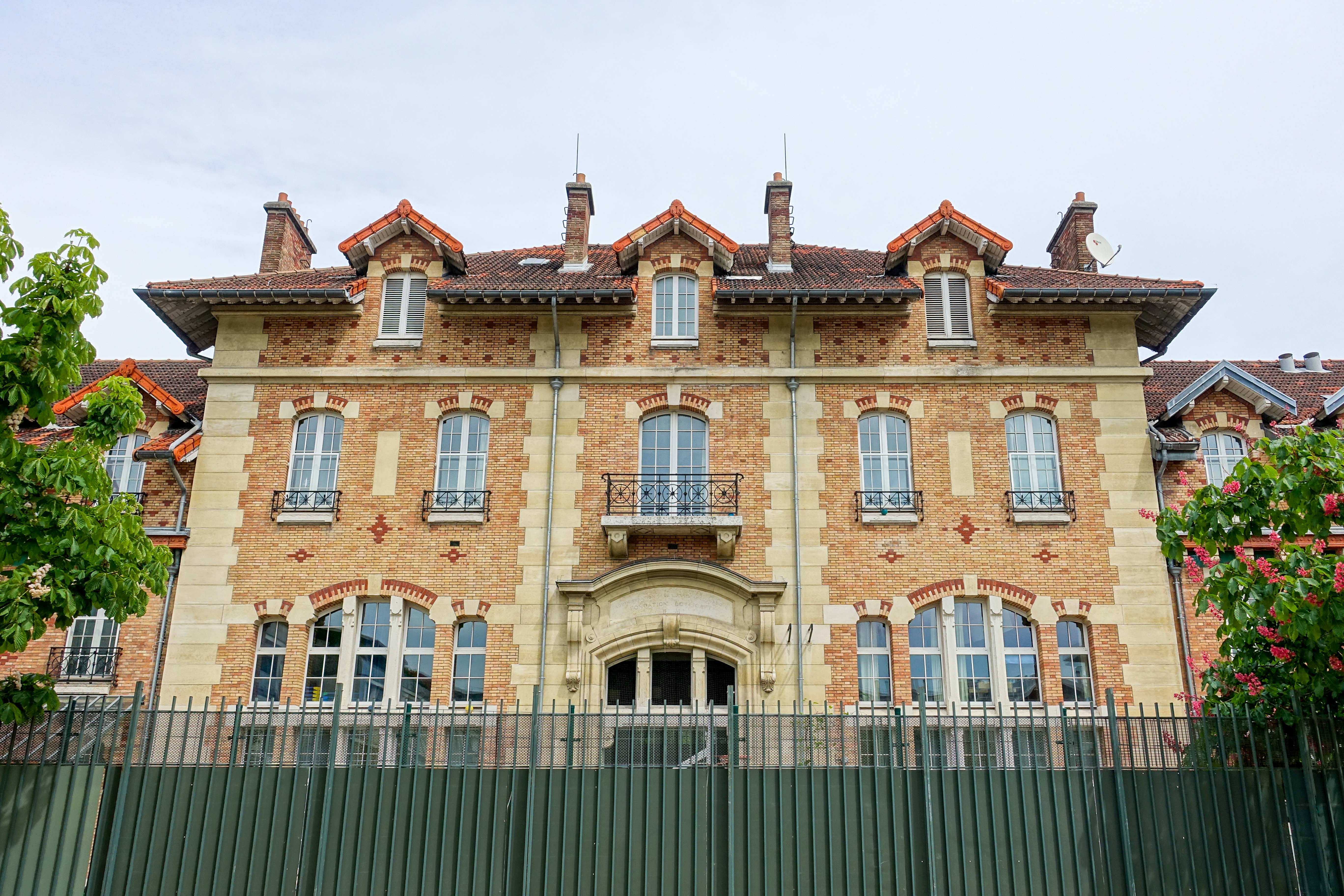
Empfangsgebäude des früheren Hôpital Boucicaut

Das Hôpital Boucicaut ist ein früheres Krankenhaus der Gruppe Assistance publique - Hôpitaux de Paris im südwestlichen Stadtteil Javel des 15. Pariser Arrondissements. Es war von 1897 bis 2000 in Betrieb, als seine Abteilungen ins Hôpital Georges-Pompidou integriert wurden. Das Gelände wurde unter Einbeziehung eines Teils der Gebäude des ehemaligen Krankenhauses zu einem Öko-Viertel umgestaltet.

## Geschichte

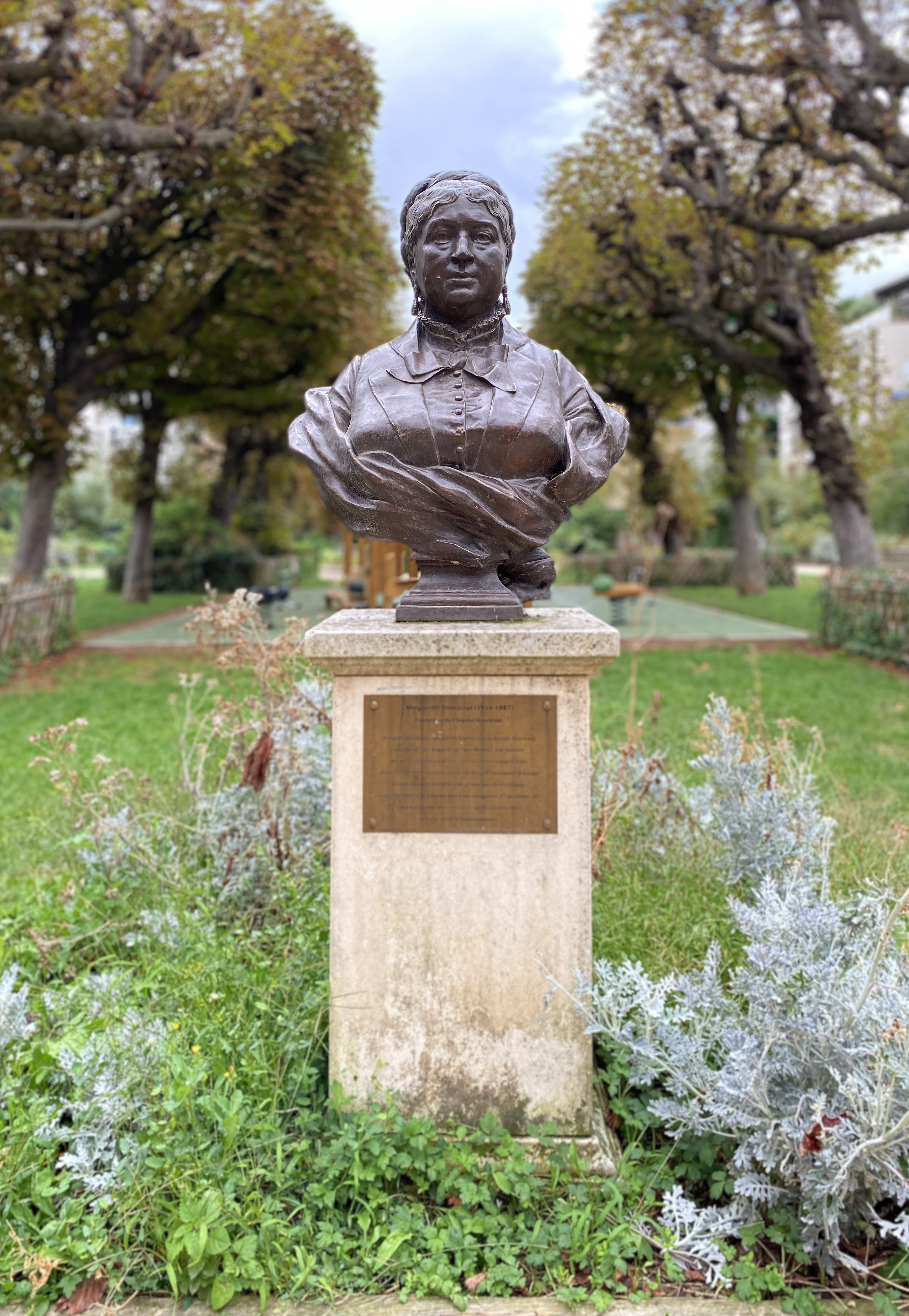
Büste für Marguerite Boucicaut

Das Krankenhaus wurde 1894–1897 dank der Hinterlassenschaft von Marguerite Boucicaut (* 1816; † 1887), Witwe von Aristide Boucicaut, erbaut. Sie beide waren gemeinsame Gründer und Besitzer des Pariser Kaufhauses Au bon Marché, das sie auch gemeinsam leiteten. Das Krankenhaus wurde am 1. Dezember 1897 in Anwesenheit von Staatspräsident Félix Faure eingeweiht, drei Jahre nach dem Ankauf des Geländes und dem Beginn der Arbeiten. Mit der Behandlung von Patienten war aber bereits am 22. November begonnen worden. Die Baupläne stammten vom Büro Legros und Sohn, das 1892 den Wettbewerb für das Projekt gewonnen hatte. Es bestand aus acht zweistöckigen Pavillons aus Ziegelstein, die durch Gärten voneinander separiert wurden, um Ansteckungen innerhalb des Areals zu verhindern. Die hauptsächliche Aktivität des Krankenhauses lag bei seiner Eröffnung in der Hochphase der Entdeckungen von Louis Pasteur und Robert Koch auf der Behandlung der Tuberkulose. Es verfügte über 206 Betten, von denen einige für Angestellte des Bon Marché reserviert waren.
Nach dem Willen von Madame Boucicaut wurde die Pflege an Nonnen der Augustinerinnen übertragen, die das Krankenhaus erst 1975 verließen. Die Statue zu Ehren der Wohltäterin trägt auf ihrem Sockel eine Inschrift, die den Wunsch von Marguerite Boucicaut zum Ausdruck bringt: „Als ich alles, was von meinem Vermögen übrig blieb, derjenigen Verwaltung vermachte, welche die größte Fähigkeit hatte, den Unglücklichen zu helfen, war mein einziger Gedanke, den Leidenden und Elenden so nützlich wie möglich zu sein.“
Am 6. August 1918 schlug während des Ersten Weltkriegs eine der 11 Granaten, die an diesem Tag von einem der sog. „Paris-Geschütze“ abgefeuert wurden, auf dem Gelände des Krankenhauses in dem der Rue de la Convention zugewandten Hof ein, ohne einen der Pavillons zu treffen.
Im Jahr 2000 wurde das mittlerweile veraltete Krankenhaus aufgegeben und die ärztlichen Abteilungen ins Hôpital européen Georges-Pompidou integriert. Nur einige der Gebäude und die Kapelle blieben erhalten.

## Bedeutende Ärzte der Institution
Erster Direktor des Krankenhauses war von 1897 bis 1919 Maurice Letulle (* 19. März 1853 in Mortagne-au-Perche, Département Orne; † 1. Januar 1929 in Paris), Inhaber des Lehrstuhls für pathologische Anatomie ab 1917 und Offizier der Ehrenlegion seit 1913. Zu Ehren seiner Arbeit und zur Aufbewahrung seiner Sammlung von 800.000 Autopsiepräparaten wurde im Juli 1926 auf dem Gelände des Krankenhauses, finanziert durch Henri de Rothschild, das „Musée-laboratoire d’anatomie pathologique générale“ eröffnet.
Von 1958 bis 1995 befand sich in einem Gebäude im hinteren Teil des Krankenhausareals im ersten Stock das privat finanzierte Laboratorium für Eutonologie des Neurobiologen Henri Laborit (* 21. November 1914 in Hanoi; † 18. Mai 1995 in Paris).
Im Gebäude D richtete Professor Raymond Vilain (* 22. Juli 1921; † 18. Februar 1989) seine Abteilung ein und schuf dort die erste Notaufnahme für Handchirurgie Europas sowie 1972 das Label „S. O. S. Mains“; sie war auch ein Zentrum für die Entstehung und Entwicklung innovativer Operationstechniken, für die Praxis mikrochirurgischer Technik und für die ersten Reimplantationen von Gliedmaßen und Fingern und die ersten Daumenrekonstruktionen.